# Сакра
Сакра (англ. Sakra, араб. ساكرة) — поселення в Сирії, що складає невеличку друзьку общину в нохії Аль-Масмія, яка входить до складу мінтаки Ес-Санамейн в південній сирійській мухафазі Дара.